# Леднев, Валерий Вадимович
Вале́рий Вади́мович Ле́днев (24 июня 1922, Григориополь, Тираспольский уезд — 7 апреля 1987) — журналист-международник, германист, редактор международного отдела газеты «Советская культура». Сотрудник КГБ СССР, работал под журналистским прикрытием. Заслуженный работник культуры РСФСР.

## Биография
Родился 24 июня 1922 года в Григориополе в семье биолога Вадима Александровича Леднева. Мать Матрона была школьной учительницей, умерла, когда Валерию было 11 лет. Мальчика на воспитания взяла бабушка. Валерий переехал к родственникам отца в Москву на Патриаршие пруды, где он воспитывался в семьях родных братьев отца. В школьные годы начал писать рассказы и повести и хотел стать драматургом.
В 1939 году окончил 125 школу и поступил в технический вуз МАДИ по специальности «Строительство мостов и тоннелей».
В 1943 году поступил в Институт Международных отношений МИД СССР, который окончил в 1948 г.
Работал в редакции «Литературной Газеты» в должности спецкорреспондента отдела стран народной демократии, в редакции газеты «Советское Искусство» заместителем ответственного секретаря. В связи с её переименованием переведен с 1 июля 1953 г. на работу в газету «Советская культура» литературным редактором.
Писал статьи по вопросам зарубежного искусства, рецензии на произведения советских мастеров.
Написал пьесу «Оружие номер 1» в соавторстве с Шохиным К. В. о подготовке американским империализмом бактериологической войны и о борьбе простых людей за мир.
Свободно владея немецким языком, перевел политическую драму Эрнста Фишера «Чудовищное предательство».
Участвовал в конференциях молодых авторов, писал пьесы и драмы.
В 1958 г. в качестве ответственного секретаря работал в газете «Спутник», которая выходила во время Всемирной выставки в Брюсселе.
Когда газету «Известия» возглавил Алексей Аджубей, зять Н. С. Хрущева, Валерий Леднев работал корреспондентом международником в иностранном отделе и вошел в его внутреннюю команду, став политическим обозревателем аджубеевского призыва
В сентябре 1961 г. вышла в свет книга «ДЕНЬ МИРА», главным редактором которой был Алексей Иванович Аджубей — советский журналист, публицист, главный редактор газет «Комсомольская правда» и «Известия», депутат Верховного Совета СССР, член ЦК КПСС, зять Никиты Сергеевича Хрущёва. Среди соавторов, которые собирали и подготовили к печати материалы книги, был и Валерий Леднев.
В июле 1964 г. Валерий Леднев вошел в состав делегации под руководством А. Аджубея в Западную Германию.
После снятия Н. С. Хрущёва с высших партийных должностей А. Аджубей лишился занимаемых постов.
Валерий Леднев вернулся в «Советскую Культуру».
Из четырех десятилетий служения журналистике тридцать лет он отдал «Советской Культуре», где был редактором газеты по иностранному отделу.
В 1969 году по поручению председателя КГБ Ю. В. Андропова принимал участие в создании «Тайного канала» между Москвой и Бонном на уровне руководителей СССР и ФРГ, способствовал заключению советско-западногерманского договора (1970).
Внёс заметный вклад в развитие плодотворных международных контактов, способствующих взаимопониманию между людьми, что особенно ярко было описано в книгах и воспоминаниях Эгона Бара, архитектора боннской восточной политики, а также генерала КГБ В. Кеворкова.
7 апреля 1987 года В. Леднев ушел из жизни в возрасте 64 лет.

## Семья
Был трижды женат, имел дочь и двоих сыновей. Одной из жён была актриса Зоя Зелинская (1929—2024), сын в браке — Сергей Леднев.

## Награды и звания
Заслуженный работник культуры РСФСР.
Награждён орденами Трудового Красного Знамени, Красной Звезды, Дружбы народов, «Знак Почета», многими медалями.
В течение ряда лет был членом президиума Московской организации Союза журналистов СССР, заместителем председателя международной комиссии Союза журналистов СССР.